# Rosanna (Toto)
Rosanna è un singolo dei Toto, primo estratto dall'album Toto IV del 1982.
Insieme ad Africa, il brano è uno dei più famosi del gruppo. Rosanna è stata premiata come Record of the Year ai Grammy Awards.

## Descrizione
La canzone è stata scritta da David Paich. Il singolo non fu dedicato a Rosanna Arquette anche se ormai questo sembra essere diventato un pensiero comune, infatti David Paich quando scrisse la canzone cercava un nome femminile che potesse entrare nel ritmo della canzone, e Rosanna era il nome più adatto. Rosanna esordì al secondo posto nella Billboard Hot 100, terza nella Dutch Singles Chart, ventiquattresima nella German Singles Chart e dodicesima nella Official Singles Chart.

## Video musicale
Il video rappresenta una ragazza interpretata dall'attrice Cynthia Rhodes (resa famosa anche da film come Flashdance e Dirty Dancing) la quale ammalia tutti i presenti nel videoclip tra membri dei Toto e ballerini scelti per il video, fra loro c'è anche Patrick Swayze (anche lui divenuto celebre grazie a Dirty Dancing). A un certo punto del video succede anche una semi-rissa che però è solo una coreografia fatta dai ballerini presenti nel video. In alcune scene si possono osservare anche i Toto mentre suonano in una specie di gabbia enorme (cosa da cui prenderà poi ispirazione il video della canzone Rock You Like a Hurricane degli Scorpions del 1985). Nel video fa il suo esordio il nuovo bassista della band Mike Porcaro, nonostante le parti di basso fossero state registrate da David Hungate, che però lasciò la band nel 1982.
- Rosanna, su YouTube. URL consultato il 18 ottobre 2014.

## Tracce
- Rosanna
- It's Feeling

## Formazione
- Steve Lukather – chitarra solista e voce solista
- Bobby Kimball – voce solista
- David Paich – tastiera e voce secondaria
- Steve Porcaro – tastiera solista
- David Hungate – basso elettrico e voce secondaria
- Jeff Porcaro – batteria

## Classifiche

### Classifiche settimanali
| Classifica (1982)                | Posizione massima |
| -------------------------------- | ----------------- |
| Australia                        | 16                |
| Austria                          | 11                |
| Belgio (Fiandre)                 | 20                |
| Canada                           | 4                 |
| Germania                         | 24                |
| Irlanda                          | 11                |
| Italia                           | 12                |
| Norvegia                         | 2                 |
| Nuova Zelanda                    | 22                |
| Paesi Bassi                      | 6                 |
| Regno Unito                      | 12                |
| Spagna                           | 31                |
| Stati Uniti                      | 2                 |
| Stati Uniti (adult contemporary) | 17                |
| Stati Uniti (mainstream rock)    | 8                 |
| Sudafrica                        | 3                 |
| Svizzera                         | 3                 |

### Classifiche di fine anno
| Classifica (1982) | Posizione |
| ----------------- | --------- |
| Australia         | 74        |
| Canada            | 27        |
| Italia            | 30        |
| Paesi Bassi       | 69        |
| Stati Uniti       | 14        |
| Sudafrica         | 15        |